# Bitwa pod Czerwoną

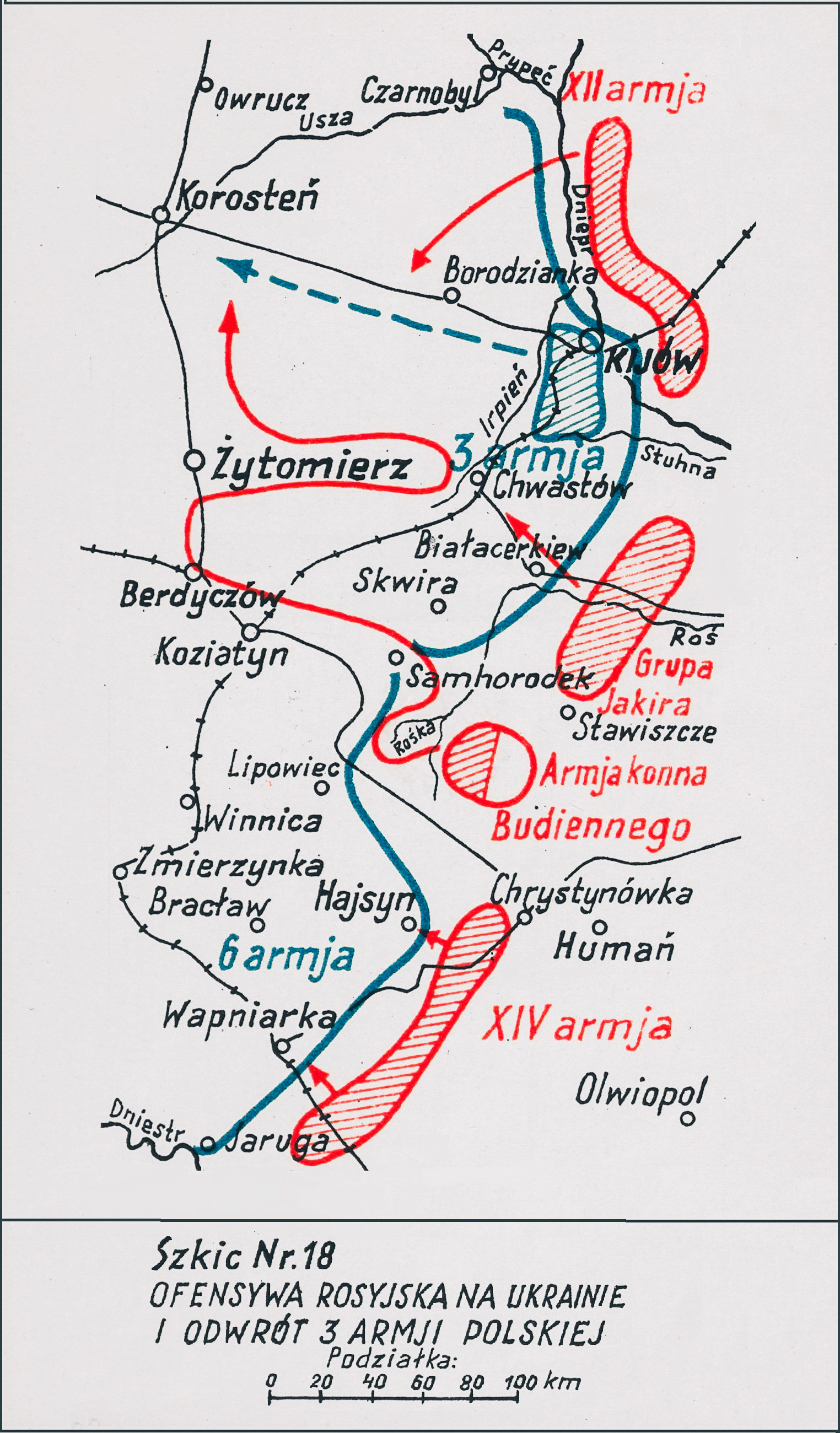
Adam Przybylski,
Wojna Polska 1918–1921

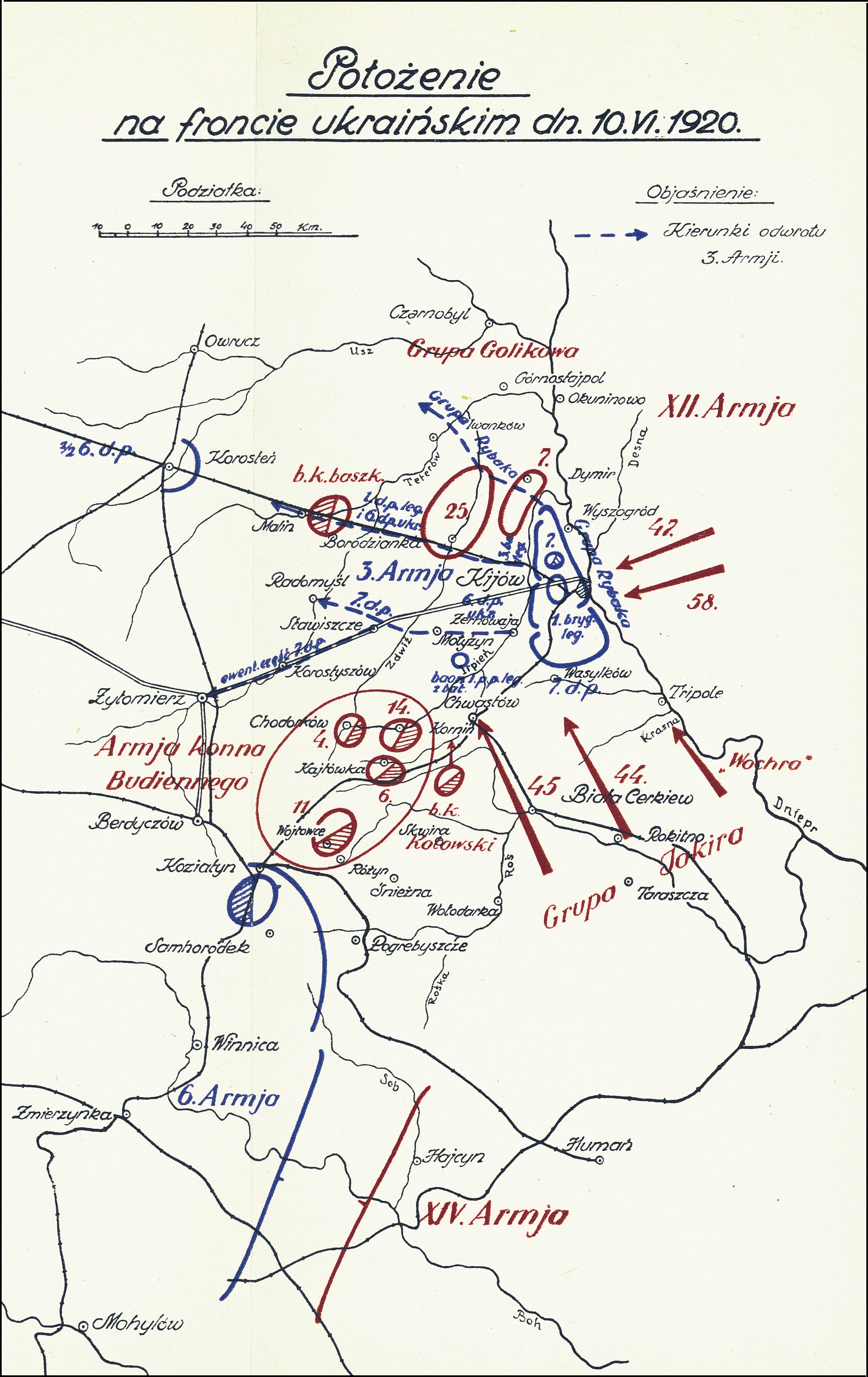
Gen. Tadeusz Kutrzeba
Wyprawa kijowska 1920 roku

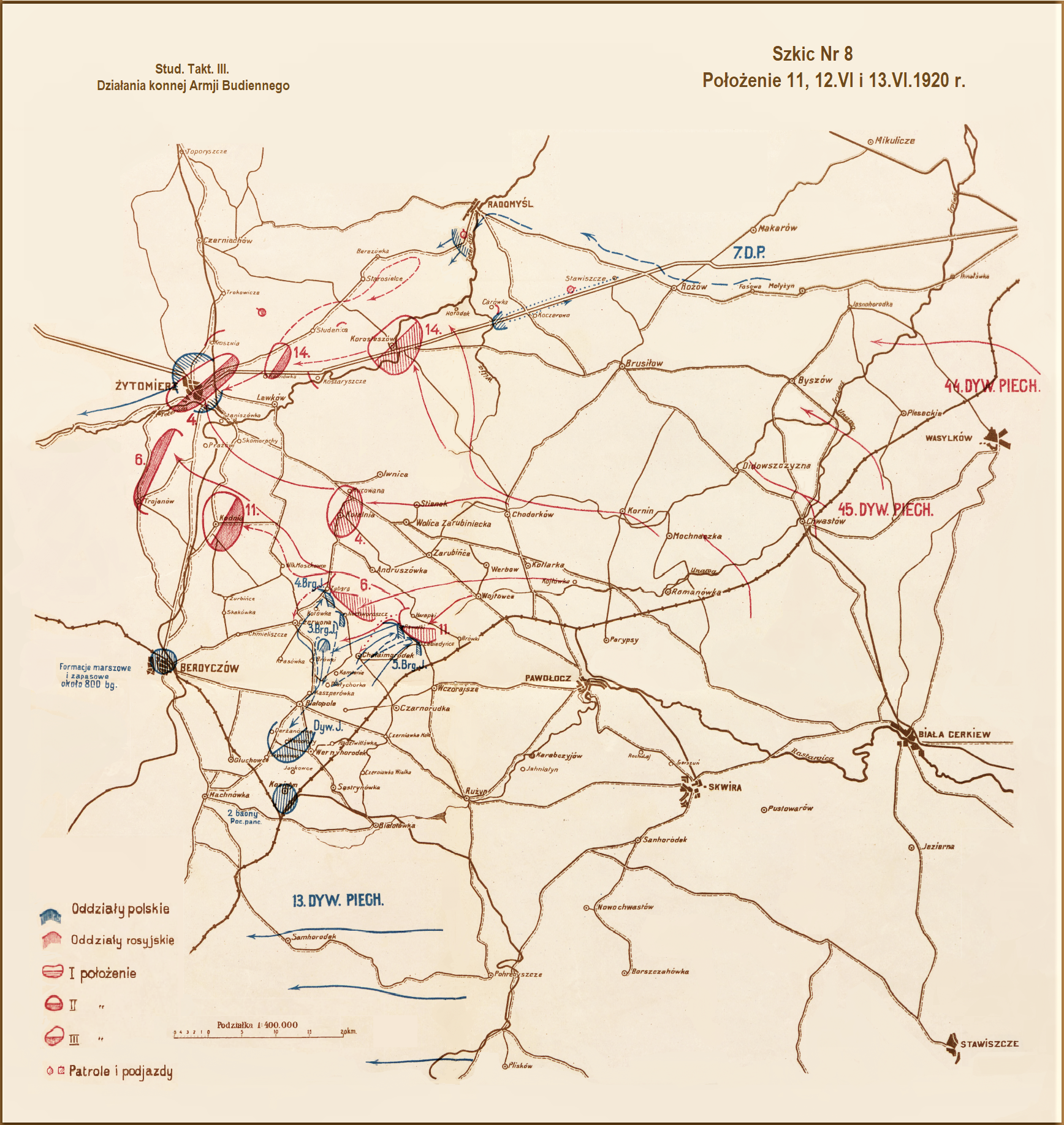
Mieczysław Biernacki,
Działania armji konnej Budiennego w kampanji polsko-rosyjskiej 1920 r.

Bitwa pod Czerwoną – walki polskiej Dywizji Jazdy gen. Aleksandra Karnickiego z oddziałami sowieckich 6. i 11 Dywizji Kawalerii ze składu 1 Armii Konnej Siemiona Budionnego toczone w okresie ofensywy Frontu Południowo-Zachodniego w czasie wojny polsko-bolszewickiej.

## Sytuacja ogólna
Po spektakularnym sukcesie wojsk polskich na Ukrainie i zajęciu 7 maja 1920 Kijowa, front ustabilizował się na linii od Prypeci, wzdłuż Dniepru, przez Białą Cerkiew, Skwirę, Lipowiec, Bracław, Wapniarkę do Jarugi nad Dniestrem.
Armia Czerwona wykorzystała zastój na reorganizację sił i przygotowanie ofensywy. W rejon działań przybyła 1 Armia Konna Siemiona Budionnego. 26 maja rozpoczęła się sowiecka ofensywa na Ukrainie, a już 5 czerwca trzy dywizje sowieckiej 1 Armii Konnej przełamały trwale polski front na odcinku obrony grupy gen. Jana Sawickiego. Pod Samhorodkiem i w rejonie Ozierny powstała luka szerokości około dziesięciu kilometrów. W ciągu kilku godzin 11 Dywizja Kawalerii opanowała rejon Różyna, 4 Dywizja Kawalerii Jahniatyna, a 14 DK Karabczyjowa. 

## Walki pod Czerwoną
Po przerwaniu frontu polskiego pod Samhorodkiem i Ozierną główne siły 1 Armii Konnej kierowały się na Różyn i Pawołoczę. 
Polska Dywizja Jazdy gen. Aleksandra Karnickiego otrzymała rozkaz opóźniania marszu kawalerii przeciwnika. 8 czerwca starła się z dywizjami Budionnego.
W kolejnych dniach Siemion Budionny realizował swoją własną koncepcję  walki. Zamierzał on rozbić oddziały polskie w rejonie Koziatyna oraz na linii Koziatyn – Żytomierz i wykonać głęboki zagon na tyły polskie w kierunku na Starokonstantynów. O swoich planach nie tylko nie poinformował dowódcy Frontu Południowo-Zachodniego - Aleksandra Jegorowa, ale nie wykonał też jego rozkazu i nie zamknął drogi odwrotu na Korosteń wojskom polskim wycofującym się spod Kijowa.
11 czerwca sowieckie 6. i 11 Dywizja Kawalerii rozpoczęły marsz w kierunku Czerwonej. Sowieci spodziewali się na przedpolach spotkać tylko polską 4 Brygadę Jazdy w składzie 4., 14. i 8 pułk ułanów oraz 4 dywizjon artylerii konnej. W rzeczywistości 4 BJ stanowiła centrum polskiego zgrupowania, a do walki weszły też 5 Brygada Jazdy, w składzie 1., 16 pułki ułanów, 2 pułk szwoleżerów i 5 dak, oraz 3 Brygada Jazdy, w składzie 2., 5., 12 pułk ułanów i 3 dak.
W tym czasie dywizja polska  maszerowała dwoma kolumnami brygadowymi: z rejonu Kaszperówki, przez Browki i Czerwoną, na Zabarę i Andruszówkę kierowała się 4 Brygada Jazdy; z rejonu Chałaimgródka, przez Pawełki na Werbów posuwała się 5 Brygada Jazdy. Odwodowa 3 Brygada Jazdy maszerowała z rejonu Białopola na Browki, na lewym skrzydle ugrupowania marszowego. 
Do pierwszych starć doszło na linii Lebiedyńce – Niechworoszcz – Czerwona, gdzie działające z rejonu Białopole – Browki – Chałaimgródek przednie straże jazdy polskiej napotkały ubezpieczenia sowieckich dywizji. Po kilku godzinach walk ubezpieczeń, na sowiecką kawalerię, zajmującą pozycje obronne na linii Małe Maszkowce – Zabara – Niechworoszcz – Pawełki – Lebiedyńce, a wspieraną przez trzy baterie 6 dywizjonu konnego i przez 15 oddział samochodów pancernych, uderzyła całością sił polska Dywizja Jazdy.
Uderzenie polskich brygad jazdy zmusiło obie sowieckie dywizje kawalerii do przejścia do obrony. Pomimo energicznych działań jazdy polskiej, prowadzonych w szyku pieszym i konnym oraz wspieranych silnym ogniem artylerii, nie udało się Polakom uzyskać przewagi.
Już po kilku godzinach walki Sowieci przeszli do natarcia, a wykorzystując przewagę liczebną oraz działania samochodów pancernych wyrzucili Polaków za Hujwę i zajęli rejon Pawełki – Lebiedyńce. Polacy cofnęli się w kierunku na Browki, odsłaniając skrzydło lewej kolumny walczącej pod Kotówką. Wykorzystując ten moment, jazda sowiecka przeszła do natarcia na całym froncie. Jedna kolumna obeszła przez Niechworoszcz i Opanasówkę skrzydło i tyły brygady polskiej, uderzając na nią samochodami pancernymi z jednoczesnym atakiem z kierunku Czerwonej.
Rysujące się zagrożenie lewego skrzydła zmusiło polskiego dowódcę dywizji do wydania rozkazu odwrotu. Polacy wycofali się przez Browki na Kaszperówkę, gdzie początkowo koncentrowała się cała Dywizja Jazdy, przechodząc dalej do rejonu Nepedówka – Górowce – Werbołozy. Odwrót zabezpieczały szwadrony 14 pułku ułanów: spieszony 1. i 4 szwadron oraz 3. w szyku konnym. Walki były niezwykle krwawe. W 14 pułku ułanów poległ między innymi porucznik Władysław Buderacki. Po wykonaniu zadania 14 p.uł. wycofał się do Napadówki.

## Bilans walk
Polskiej Dywizji Jazdy nie udało się pod Czerwoną powstrzymać działań rajdowych dwóch dywizji kawalerii armii Siemiona Budionnego. Sowieckie dywizje wykonały swoje zadania. 